# Blue Thumb Records
Blue Thumb Records — американський лейбл звукозапису, який діяв з 1968 по 1974 роки в Беверлі-Хіллс, Каліфорнія. Заснували лейбл Роберт А. Краснов (1934—2016) та колишні виконавчі продюсери A&M Records Томас А. ЛіПума (1936—2017) та Дон Грем.

## Історія
У 1950-х роках Боб Краснов працював виконавчим продюсерием на лейблах King Records і Kama Sutra Records. 
На лейблі Blue Thumb Краснов з партнерами у різний час записували таких виконавців, як: Артур Адамс, Кліфтон Шеньє, гурт Chicago Blue Stars (за участю Чарлі Масселвайта), Альберт Коллінс (перевидання записів, зроблених для TCF Hall), the Crusaders, Бадді Гай з Джуніором Веллсом (за участі Джуніора Менса), Джессі Гілл, Ерл Гукер, Сем Лей, Джон Мейолл, The Pointer Sisters, Ike & Tina Turner (за участі запрошеного артиста Альберта Коллінса), Філ Апчерч та ін. 
В записі подвійного альбому 1969 року під назвою Memphis Swamp Jam—Memphis Blues Festival для Blue Thumb (який спродюсував Кріс Страхвіц з Arhoolie Records) взяли участь Нейтан Бюрегар, «Сліпі» Джон Естес, Феррі Льюїс, Фред Макдауелл, Мемфіс Піано Ред (Джон Вільямс), Наполеон Стрікленд, Ота Тернер, Букка Вайт, Джонні Вудс та дует гітаристів Р. Л. Вотсона та Джозаї Джонса (також відомого як Білл Барт та Джон Фейхі).
1974 року лейбл був проданий ABC Records.